# Ołeksandr Bohomazow
Ołeksandr Bohomazow, ukr. Олекса́ндр Костянти́нович Богома́зов, Ołeksandr Kostiantynowycz Bohomazow (ur. 26 marca 1880 w Jampolu, zm. 3 czerwca 1930 w Kijowie) – ukraiński grafik, malarz, pedagog, teoretyk sztuki, czołowy przedstawiciel ukraińskiej i światowej awangardy (kubofuturyzm, spektrializm). Żył i pracował w Kijowie.

## Życie prywatne
Urodził się w rodzinie księgowego. Wcześnie stracił kontakt z matką, która zostawiła męża dla oficera, biorąc ślub po raz drugi.
W 1913 roku ożenił się z kijowską artystką Wandą Monastyrską, która była jego muzą i w życiu, i w twórczości. To właśnie jej zadedykował swój nowatorski traktat „Malarstwo i Elementy”.
Został pochowany w Kijowie na Cmentarzu Łukianowskim (kwatera 15, rząd 6, miejsce 2).
Po śmierci jego nazwisko oraz dorobek twórczy wykreślono z historii radzieckiej epoki. Jedynie w połowie lat 60., podczas okresu odwilży, Bohomazowa odkryła na nowo grupa młodych kijowskich historyków sztuki (Dmytro Horbaczow, Łeonid Czerewatenko oraz inni).

## Szkoła
Uczył się w gimnazjum, a następnie uległ namowom ojca i wstąpił do ziemskiej szkoły rolniczej w Chersoniu.
Zachęcany przez wujka, przygotowywał się do wstąpienia do Akademii Sztuk Pięknych w Petersburgu, ale w 1902 roku zdecydował się rozpocząć naukę w Kijowskiej Szkole Sztuk Pięknych. Uczył się u Ołeksandra Muraszki oraz Iwana Selezniowa, gdzie nawiązał bliską współpracę z Ołeksandrem Archypenką i Aleksandrą Ekster.
W 1905 roku brał udział w politycznych demonstracjach i strajkach, przez co został wydalony z Kijowskiej Szkoły Sztuk Pięknych. W 1906 roku uczył się w pracowni Serhija Świtosławskiego.
W 1907 roku odbywał naukę w szkole Fiodora Rerberga i Konstantina Juona w Moskwie. Wśród innych uczniów był między innymi Kazimierz Malewicz.
W latach 1913–1914 studiował prace włoskiego futuryzmu, po czym napisał swój traktat „Malarstwo i Elementy”.

## Kariera naukowa i artystyczna

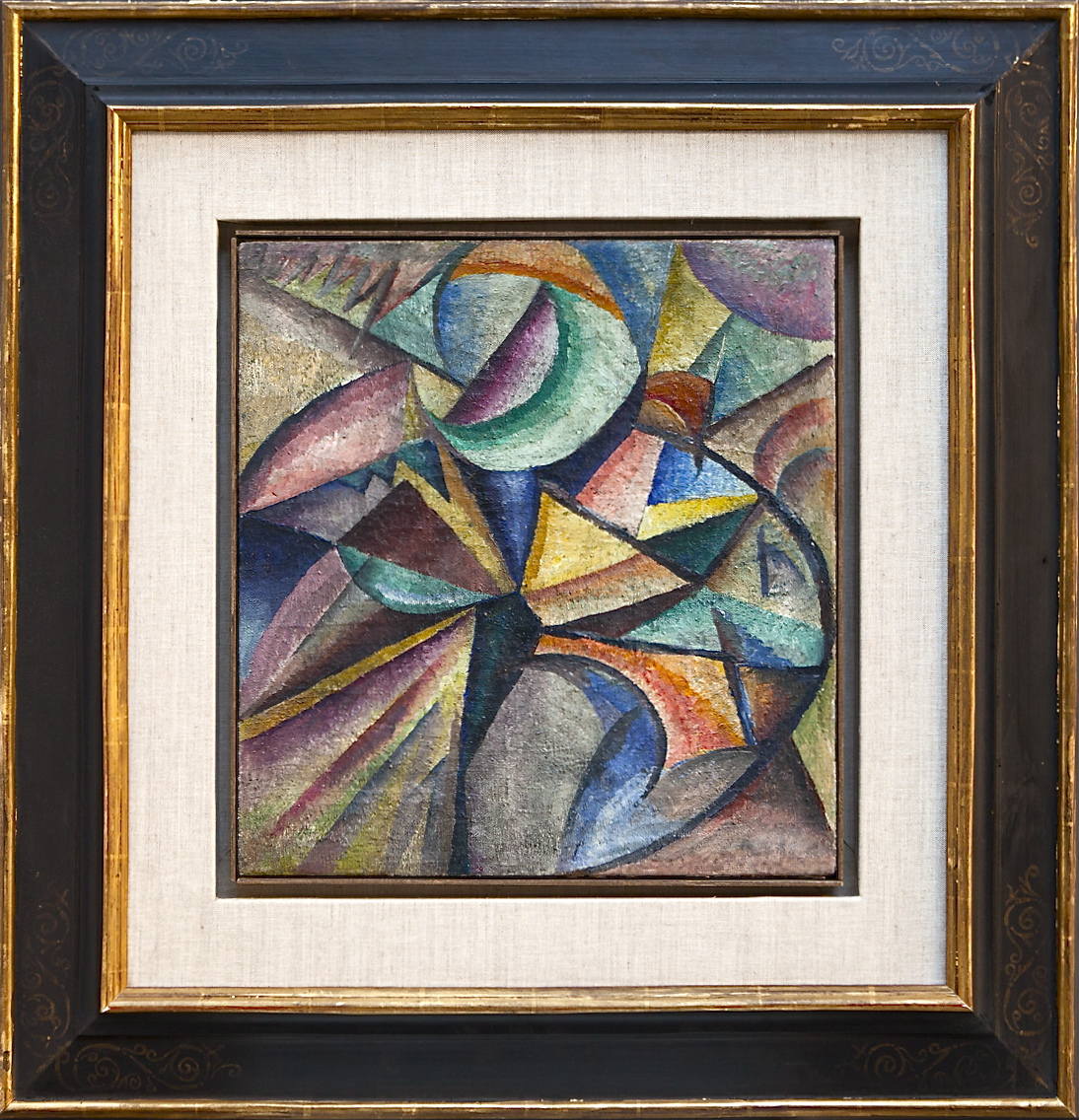
Ołeksandr Bohomazov, Kompozycja nr 2 (1914-1915)

Po 1907 roku miał regularne wystawy w Kijowie. W 1908 roku wziął udział w wystawie razem z grupą artystów Zwieno razem z m.in. Dawidem Burlukiem, Władimirem Burlukiem oraz Aleksandrą Ekster.
W 1914 roku razem z Aleksandrą Ekster założył w Kijowie grupę artystyczną Koło (Кільце).
W latach 1912–1915 uczył w szkole dla głuchoniemych w Kijowie.
W 1915 roku wyjechał na Kaukaz, gdzie pracował jako nauczyciel oraz malarz.
W 1919 roku był pracownikiem Wszechukraińskiego Wydziału Sztuki Ludowego Komisariatu Oświaty Ukraińskiej Socjalistycznej Republice Radzieckiej, gdzie odpowiadał za wygląd rewolucyjnych świąt w Kijowie. W tym samym roku uczył w Pierwszej Państwowej Pracowni Malarstwa i Sztuki Dekoratywnej w Kijowie.
W latach 1922–1930 był profesorem Instytutu Sztuki w Kijowie (obecnie Państwowa Akademia Sztuk Pięknych i Architektury), gdzie wykładał razem z Wadimem Mellerem, Władimirem Tatlinem, Wiktorem Palmowem. Wśród jego uczniów był między innymi Petro Sabadysz.
W 1927 roku razem z Władimirem Tatlinem, Wadimem Mellerem, Wiktorem Palmowem i Nikołajem Epsztejnem wziął udział we wszechukraińskiej wystawie „Dziesięciolecie Października”, która miała miejsce w Charkowie, Kijowie i Odessie.

## Twórczość

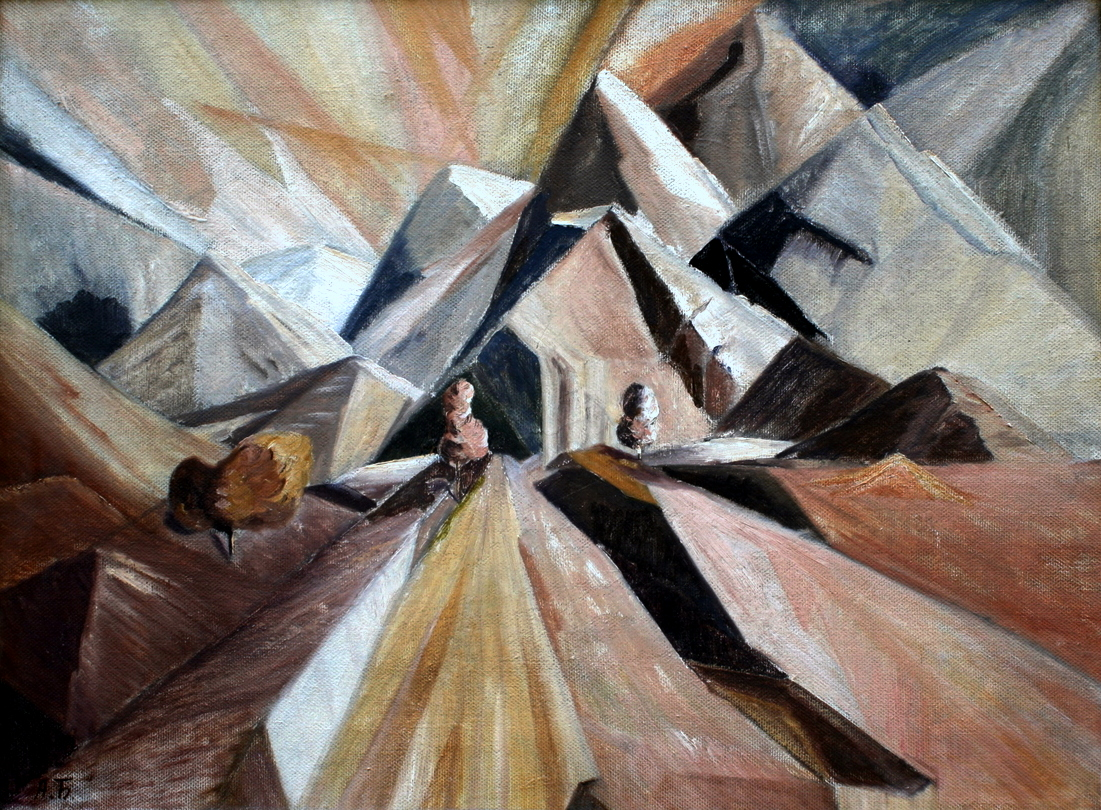
Ołeksandr Bohomazow

Był jednym z czołowych przedstawicieli światowej awangardy, prekursorem narodowego kubofuturyzmu. Prace w tym nurcie powstawały w latach 1913-1917. Następnie artysta tworzył w nurcie spektralizmu, na co przypadają lata 1920-1930.
Jego maniera twórcza silnie nawiązuje do źródeł ukraińskiej sztuki ludowej, jednak jest niemal pozbawiona atrybutów folklorystycznych. Zauważalny jest wpływ na jego twórczość podróży do Finlandii, którą odbył w 1911 roku, która na pewien czas odciągnęła go od jaskrawych kolorów i form do ostrych kompozycji liniowych, zbliżonych do japońskiego stylu.
W 1918 roku brał udział w przygotowaniu szkiców ukraińskich znaków pieniężnych.

## Dzieła

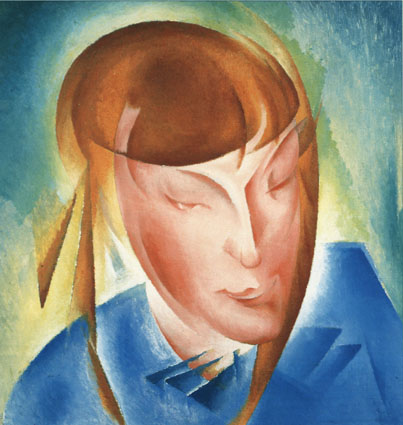
Ołeksandr Bohomazov, Portret córki (1928)

- «Bazar» (1914)
- «Ulica Lwowska w Kijowie» (1914)
- «Więzienie» (1914)
- «Butelki» (1915)
- «Parowóz» (1916)
- «Wspomnienia z Kakuazu» (1916)
- «Kijowski pejzaż» (1928)
- «Praca malarzy» (1929)

## Prace teoretyczne
- „Malarstwo i Elementy” (1914)

Ołeksandr Bohomazow był nie tylko artystą-prekursorem, ale również teoretykiem nowej sztuki. W latach 1913–1914 napisał traktat teoretyczny „Malarstwo i Elementy”, w którym rozważał nad współdziałaniem roli Obiektu, Artysty, Obrazu i Widza w utworze artystycznym, a także współdziałanie strukturalnych elementów obrazu w pojęciu widza – kropek, linii, bazowych figur geometrycznych, kolorów, rytmów itd.
„Sztuka to niekończący się rytm, a artysta jest jego czułym rezonatorem” – mówił Ołeksandr Bohomazow swoim studentom w Instytucie Sztuki w Kijowie. Swoje dydaktyczne doświadczenie wykorzystał do napisania pedagogicznej kontynuacji swojego traktatu w 1928 roku.

## Literatura
Spuścizna twórcza Bohomazowa została zawarta w kolorowym albumie-katalogu z wystawy we Francji w 1911 roku pod tytułem: „Ołeksandr Bohomazow: 1880-1930”.  
W 2012 roku wydano na Ukrainie książkę Ołeny Kaszuby-Wolwacz „Ołeksandr Bohomazow: Autoportret”.